# The Treasure of Desert Isle
The Treasure of Desert Isle è un cortometraggio muto del 1913 diretto e interpretato da Ralph Ince che firma anche la sceneggiatura del film basato su un soggetto di James Oliver Curwood.

## Produzione
Il film fu prodotto dalla Vitagraph Company of America.

## Distribuzione
Distribuito dalla General Film Company, il film - un cortometraggio in una bobina - uscì nelle sale cinematografiche statunitensi il 3 ottobre 1913.